# Absolute Dance opus 33
Absolute Dance opus 33, kompilation i serien Absolute Dance udgivet i 2001.

## Trackliste
1. Musikk – "Soul Limbo" (Radio Cut)
2. Filur meets Magnum Coltrane Price – "I Want You" (Radio Edit)
3. Ian Van Dahl feat. Marsha – "Castles In The Sky" (Peter Luts Radio Edit)
4. Depeche Mode – "I Feel Loved" (Danny Tenaglia's Labor Of Love Radio Edit)
5. The Supermen Lovers feat. Mani Hoffman – "Starlight" (Radio Edit)
6. Faithless – "We Come 1" (Radio Edit)
7. Gitta vs. Rozalla – "Everybody's Turning Back" (Radio Edit)
8. Rinneradio – "Kuvala" (JS16 Mix)
9. XPY – "La Fiesta" (Radio Hit Mix)
10. Safri Duo – "Samb-Adagio" (Radio Cut)
11. Hampenberg – "Salsation" (Radio Edit)
12. M.A.D.R.A.S. – "Woodoorave" (Gork Edit)
13. DJ Tiësto – "Flight 643" (Radio Edit)
14. Eiffel 65 – "Lucky (In My Life)" (Radio Cut)
15. Lucy Pearl – "Without You" (Give Head Remix Edit)
16. Sound De-zign – "Happiness" (Radio Edit)
17. Bel Amour – "Bel Amour" (Radio Edit)
18. Elle – "Wishing You Were Mine" (Dreamworld's Club Mix)